# Super Hero (노래)
《Super Hero》은 빅스의 첫 번째 싱글 음반의 타이틀 곡이다. 2012년 5월 24일에 발표하였다.